# Leninszk-kuznyeckiji járás
A Leninszk-kuznyeckiji járás (oroszul Ле́нинск-Кузне́цкий райо́н) Oroszország egyik járása a Kemerovói területen. Székhelye Leninszk-Kuznyeckij.

## Népesség
- 1989-ben 29 752 lakosa volt.
- 2002-ben 27 825 lakosa volt.
- 2010-ben 23 760 lakosa volt, melynek 95%-a orosz, 0,9%-a német, 0,8%-a örmény, 0,6%-a ukrán, 0,3%-a tatár stb.